# Debate

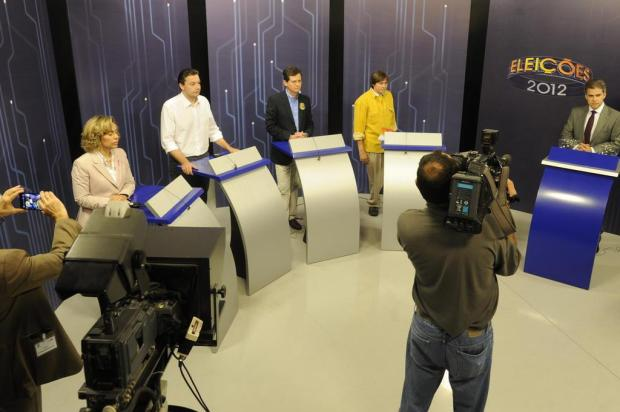
Debate político televisionado pela RBS em Blumenau, durante as Eleições municipais de 2012.

Debate (do francês debat) é um modelo de contestação baseado na argumentação onde duas, ou mais, ideias conflitantes são defendidas ou criticadas com base em argumentos.
 É formalmente usado por parlamentares, políticos em geral, cientistas, filosofos, letrólogos e vários outros. No senso comum, as conversas argumentativas sobre futebol, política, cotidiano e entretenimento podem ser considerados como debates informais.
Os debates ocorrem de modo oficial em parlamentos, em modelos democráticos, televisionados, universidades, escolas, associação de moradores, condomínios e outros.
Um debate pode servir para esclarecer questões, como em oitivas em comissões parlamentares de inquérito, refutar teorias, verificar a validade de ideias, convencer, buscar a veracidade de um argumento, treinar etc.
É um método de apresentar formalmente argumentos de uma forma disciplinada. Consistência lógica, exatidão factual e a qualidade oratória são elementos do debate. O resultado de um debate pode alcançar um consenso ou algum modo formal de chegar a uma solução, mas isso não é atributo básico de um debate, o qual pode servir apenas para esclarecimento ou aprofundamento de uma questão, sem chegar a conclusões. Em uma disputa formal de debate, existem regras para os participantes a discutir que definem como eles irão interagir.
Um debate pode durar apenas alguns minutos, como o debate em uma aula, ou durar bem mais tempo, como ocorre nos debates filosóficos e científicos, onde os argumentos são apresentados em livros e periódicos que podem demorar anos para serem publicados e veiculados para o público.
Diferentes autores têm se dedicado a examinar a ocorrência de debates em diferentes arenas, a exemplo da comunicação de massa. Muitos dos estudos sobre mídia e política se dedicam a examinar a influência do meio (a televisão, por exemplo) e da época (eleições) sobre a possibilidade de troca de ideias de cunho deliberativo.

## Composição Básica
- Moderador - Responsável pela mediação e aplicação das regras previstas para o debate. Cada modalidade de debate atribui, ao moderador, prerrogativas diferenciadas. De modo geral, ele fica responsável em mediar o debate, apresentando os debatedores, controlando os tempos, esclarecendo os momentos em que o debate está e chamando a atenção de eventuais desvios nas regras por parte dos debatedores ou da plateia.

- Debatedores - São os que expõem os argumentos e defendem ou refutam uma tese ou tema previamente estipulado. A depender das regras estipuladas, agirão de maneira a apresentar os argumentos para defender ou refutar. Podendo ou não ser orador. Em algumas modalidades de debate em grupo, há participantes debatedores que não são oradores, participando apenas da construção argumentativa do seu grupo.

- Plateia - São os indivíduos que assistem ao debate. Dependendo do modelo, das regras estipuladas e das circunstâncias, podem participar diretamente fazendo perguntas e dando opiniões, votando ou se expressando com sons de palmas, vaias e interjeições.

## Debates competitivos
Debates competitivos são modelos de debate onde se avalia a qualidade geral dos debatedores, observando o nível de argumentação, oratória, refutações e os diversos aspectos de um debate. Pode-se apresentar em forma de torneio, onde grupos são formados e se disputa qual é o melhor grupo argumentador.

### British Parliamentary
É o modelo de debate competitivo mais comum, utilizando tanto no Brasil como na  própria Inglaterra. Neste país, ocorrem o English-Speaking Union Schools Mace, um torneio de debates fundado em 1957 e que ocorre até hoje na sua 58º edição, e o World Universities Debating Championship. O III Campeonato Brasileiro de Debates ocorreu em 2016.

#### Regras Básicas
As regras básicas do Parliamentary Debate são:
- O debate ocorre simulando um debate parlamentear num modelo britânico.
- Quatro duplas. Duas para defesa, duas para refutação.
- Os temas são sorteados 15 minutos antes do início do debate.
- Também é sorteado quais duplas irão defender e quais irão refutar, não é uma escolha da dupla.
- Os moderadores, ou juízes, que dão as notas individuais e da dupla, mediam o debate e estipulam a dupla vencedora.
- Os temas são chamados de moção.
- Cada representante de uma dupla terá um tempo determinado para apresentar-se de sete minutos.[8]